# The Mosquito
The Mosquito ist ein 2005 in Großbritannien entwickelter Ultraschall-Störgeräuschsender, dessen Ziel es ist, mittels Schallwellen in hohen Frequenzbereichen „herumlungernde“ Teenager zu vertreiben.
Vor einer Bäckerei in Newport, South Wales, wurde das Gerät erstmals teilweise erfolgreich getestet und eingesetzt, um Jugendliche zu vertreiben, die dort ihren Treffpunkt hatten. Es zeigte sich allerdings, dass auch einige Erwachsene und (angeblich) sogar Senioren den unangenehmen Pfeifton wahrnehmen konnten. 2006 wurde es auf dem Markt eingeführt. Seit 2007 werden diese umstrittenen Geräte auch in Deutschland, Österreich und der Schweiz verkauft.
Im Gegensatz zu Lärmwaffen, die unter anderem auf Schiffen zur Bekämpfung von Piraten eingesetzt werden und deren hoher Schallpegel oberhalb der Schmerzgrenze ein sofortiges Verlassen des Wirkraums erzwingen soll, arbeitet The Mosquito mit einem Schalldruck in Höhe von 104 Dezibel (Hersteller-Angabe 95 dB), der unterhalb der Schmerzgrenze von 120 dB liegt.

## Wirkungsweise
Da die Wahrnehmungsfähigkeit des menschlichen Gehörs für hohe Frequenzen mit dem Alter nachlässt, werden die Töne überwiegend von jungen Menschen unter 25 Jahren wahrgenommen. The Mosquito arbeitet mit einer Frequenz zwischen 17 kHz und 18,5 kHz. Tests haben ergeben, dass die meisten Menschen über 25 Jahren nicht mehr in der Lage sind, Frequenzen von 18 kHz und mehr zu hören. Dieser Befund wird durch wissenschaftliche und medizinische Abhandlungen über ein Phänomen namens Presbyakusis (Altersschwerhörigkeit) gestützt.
Die Wirkung des Mosquito beruht weniger auf seiner Frequenz oder Lautstärke. Sein Wirkprinzip liegt in der Art des ausgegebenen Tones, der von den Betroffenen als sehr unangenehm empfunden wird. Der Mosquito verwendet einen modulierten Ton, der sich aus einem Ton mit etwa 17 kHz und einem Ton mit etwa 18 kHz zusammensetzt. Zwischen beiden Signalen wird viermal pro Sekunde gewechselt. Da es sich nicht um einen gleichmäßigen Dauerton handelt, kann das menschliche Gehirn ihn nicht ausfiltern bzw. sich nicht daran gewöhnen. Dies soll nach Angaben des Erfinders Howard Stapleton diejenigen, die in diesem Bereich hören, insbesondere Jugendliche dazu veranlassen,  den Beschallungsbereich zu meiden. (Vergleich mit Tiergrämungseinrichtungen).
Nach Herstellerangaben, gemessen in einem Meter Entfernung, beträgt der maximale Pegel 99 dBA. In 1 cm Entfernung erreicht das Gerät Messwerte von maximal 104 dB.

## Anwendung
Das kleine würfelartige Gerät wird mittels eines Schalters, einer Zeitschaltuhr oder eines Bewegungsmelders eingeschaltet. Dadurch soll nach Herstellerangaben gezielt die Bildung von Gruppen Jugendlicher an lärmempfindlichen Orten oder sicherheitskritischen Passagen verhindert werden. In Deutschland und der Schweiz beispielsweise werden Mosquitos vor allem eingesetzt, um Lärmbelästigungen durch betrunkene Jugendliche zu bekämpfen.

## Kritik bei Beschallung öffentlicher Räume
Es gibt erhebliche Kritik an diesem Gerät, insbesondere wenn es zur Beschallung öffentlicher Räume – wie in Newport – genutzt wird. So gibt es bisher wenige Untersuchungen über gesundheitliche Langzeitschäden durch den Einsatz des Geräts. Die Bundesanstalt für Arbeitsschutz und Arbeitsmedizin teilte in einem Gutachten mit, „dass eine gesundheitliche Schädigung des Hörvermögens nicht gänzlich ausgeschlossen werden kann“. So seien Störungen des Gleichgewichtssinns, Schwindel und Kopfschmerzen möglich. Die vom niedersächsischen Sozialministerium in Auftrag gegebene Studie warnt zudem vor möglichen Hörschädigungen, da der maximale Schalldruckpegel des Geräts deutlich über den Angaben des Herstellers liege. Vor allem Säuglinge und Kleinkinder seien gefährdet, da begleitende Erwachsene das Störgeräusch nicht wahrnehmen. Einige Juristen sehen Anzeichen einer strafbaren Körperverletzung.
Zudem richte sich die Benutzung gegen Kinder, Jugendliche und junge Erwachsene im Allgemeinen, nicht nur gegen solche, die „stören“. Dies sei nur ein Vorwand, um generell Zonen zu schaffen, die frei von Jugendlichen und Kindern sind. Die Newport Community Safety Partnership (NCSP) forderte einen Betreiber auf, das Gerät abzustellen.
In Großbritannien kritisierte der Kinderschutzbeauftragte der Regierung, Sir Albert Aynsley-Green, in The Times: „Diese Geräte diskriminieren alle jungen Leute, auch Kleinkinder, egal ob sie sich danebenbenehmen oder nicht.“ Die Menschenrechtsgruppe Liberty bezeichnete die Geräte als „Schallwaffen“ und fragte: „Welche Art von Gesellschaft benutzt Schallwaffen gegen ihre eigenen Kinder?“ Weiter könne der Gebrauch des Gerätes aufgrund der Ungerichtetheit und der Beschränkung auf eine Altersgruppe gegen Menschenrechte verstoßen, insbesondere gegen Artikel 8 (Recht auf Achtung des Privat- und Familienlebens) und gegen Artikel 14 (Diskriminierungsverbot) der Europäischen Menschenrechtskonvention.
In Frankreich verbot das Gericht von Saint-Brieuc die Anwendung des Geräts, welches dort unter dem Namen „Beethoven“ vertrieben wird, nach Nachbarschaftsbeschwerden und stellte fest, dass der Apparat eine akustische Belästigung für alle Personen darstellt.

## Andere Anwendungen des Konzepts
In den USA griff ein Hersteller das Prinzip auf, um den für Erwachsene angeblich unhörbaren Handy-Klingelton Teen Buzz zu erzeugen. Dieser auch Mosquito-Klingelton genannte aus den USA stammende Entwicklung besteht aus hochfrequenten Tönen (>17,4 kHz), die viele Erwachsene nicht hören können. Aus diesem Grund wird er häufig an Orten (beispielsweise in der Schule) eingesetzt, wo Handys verboten sind. So kann das Empfangen einer Textnachricht für Aufsichtspersonen unbemerkt bleiben.

## Auszeichnungen
2006 wurde die Erfindung mit dem Friedens-Ig-Nobelpreis gewürdigt (vgl. Liste).